# Teddy Sheringham
Edward Paul Sheringham (Highams Park, Inglaterra, 2 de abril de 1966), más conocido como Teddy Sheringham, es un exfutbolista inglés. Jugaba de delantero centro.

## Biografía
Inició su carrera como futbolista en el Millwall. A los dos años pasó al Aldershot, donde no duró bastante tiempo, y luego fue transferido al club sueco de Djurgårdens IF. En ese mismo año, regresó a su club de origen, donde disputó seis temporadas consecutivas. En 1991 pasó al Nottingham Forest, participando así por primera vez en un club de la máxima categoría de Inglaterra, la Premier League. Pronto, en 1993, comenzó a jugar para el Tottenham Hotspur, y en 1997 pasaría al club en el que fue reconocido mundialmente: el Manchester United. Ni bien empezó, consiguió la Premier League y la Community Shield de aquel año. Dos años más tarde se volvería a coronar con los Red Devils en la Premier League y además conseguiría la FA Cup. Pero sin duda su actuación más importante fue en la final de la  Champions League 1998-99, cuando su equipo perdía 1-0 ante Bayern Múnich en el Camp Nou. Allí convirtió el gol del empate en tiempo de descuento (iban 91') y asistió a su compañero Solskjær en el minuto 93 para que este convirtiera el tanto para que el campeón inglés se transforme en el rey de Europa cuando parecía que el equipo alemán se encaminaba a una victoria justa en una de las finales más apasionantes de la historia.
Volvió a conseguir otro título con el Manchester United en la Intercontinental de 1999. Además, se coronó nuevamente en las Premier League de 2000 y 2001.
En el 2003 fue vendido al Portsmouth, donde duró muy poco y al año siguiente comenzó a jugar en el West Ham United.
Desde 2007 comenzó a jugar en el Colchester United. 
En 2008 se retiró del fútbol a la edad de 42 años.

## Selección nacional
Ha sido internacional con la selección de fútbol de Inglaterra, ha jugado 51 partidos internacionales y ha anotado 11 goles.

### Participaciones en Copas del Mundo
| Mundial                        | Sede                  | Resultado        |
| ------------------------------ | --------------------- | ---------------- |
| Copa Mundial de Fútbol de 1998 | Francia               | Octavos de final |
| Copa Mundial de Fútbol de 2002 | Corea del Sur y Japón | Cuartos de final |

### Participaciones en Eurocopas
| Eurocopa      | Sede       | Resultado   |
| ------------- | ---------- | ----------- |
| Eurocopa 1996 | Inglaterra | Semifinales |

## Clubes
| Club              | País       | Año         |
| ----------------- | ---------- | ----------- |
| Millwall          | Inglaterra | 1983 - 1985 |
| Aldershot F.C.    | Inglaterra | 1985        |
| Djurgårdens IF    | Suecia     | 1985        |
| Millwall          | Inglaterra | 1985 - 1991 |
| Nottingham Forest | Inglaterra | 1991 - 1993 |
| Tottenham Hotspur | Inglaterra | 1993 - 1997 |
| Manchester United | Inglaterra | 1997 - 2001 |
| Tottenham Hotspur | Inglaterra | 2001 - 2003 |
| Portsmouth        | Inglaterra | 2003 - 2004 |
| West Ham United   | Inglaterra | 2004 - 2007 |
| Colchester United | Inglaterra | 2007 - 2008 |

## Estadísticas
| Millwall FC Inglaterra | 3.ª                 |                     |     |     |     |    |    |    |     |      |      |
| Millwall FC Inglaterra | 3.ª                 | 1983-84             | 7   | 1   | -   | -  | -  | -  | 7   | 1    | 0.14 |
| Millwall FC Inglaterra | 3.ª                 | 1984                | -   | -   | 1   | 0  | -  | -  | 1   | 0    | 0,00 |
| Millwall FC Inglaterra | 2.ª                 | 1986                | 18  | 4   | -   | -  | -  | -  | 18  | 4    | 0.22 |
| Millwall FC Inglaterra | 2.ª                 | 1986-87             | 42  | 13  | 6   | 2  | -  | -  | 48  | 15   | 0.31 |
| Millwall FC Inglaterra | 2.ª                 | 1987-88             | 43  | 22  | 5   | 0  | -  | -  | 48  | 22   | 0.46 |
| Millwall FC Inglaterra | 1.ª                 | 1988-89             | 33  | 11  | 5   | 4  | -  | -  | 38  | 15   | 0.39 |
| Millwall FC Inglaterra | 1.ª                 | 1989-90             | 31  | 9   | 6   | 3  | -  | -  | 37  | 12   | 0.32 |
| Millwall FC Inglaterra | 2.ª                 | 1990-91             | 46  | 33  | 6   | 4  | -  | -  | 52  | 37   | 0.71 |
| Millwall FC Inglaterra | Total club          | Total club          | 220 | 93  | 29  | 13 | -  | -  | 249 | 106  | 0.43 |
| Aldershot FC Inglaterra | 4.ª                 |                     |     |     |     |    |    |    |     |      |      |
| Aldershot FC Inglaterra | 4.ª                 | 1985                | 5   | 0   | -   | -  | -  | -  | 5   | 0    | 0,00 |
| Aldershot FC Inglaterra | Total club          | Total club          | 5   | 0   | -   | -  | -  | -  | 5   | 0    | 0,00 |
| Djurgårdens IF · Suecia | 1.ª                 |                     |     |     |     |    |    |    |     |      |      |
| Djurgårdens IF · Suecia | 1.ª                 | 1985                | 21  | 13  | -   | -  | -  | -  | 21  | 13   | 0.62 |
| Djurgårdens IF · Suecia | Total club          | Total club          | 21  | 13  | -   | -  | -  | -  | 21  | 13   | 0.62 |
| Nottingham Forest Inglaterra | 1.ª                 |                     |     |     |     |    |    |    |     |      |      |
| Nottingham Forest Inglaterra | 1.ª                 | 1991-92             | 39  | 13  | 14  | 7  | -  | -  | 53  | 20   | 0.38 |
| Nottingham Forest Inglaterra | 1.ª                 | 1992                | 3   | 1   | -   | -  | -  | -  | 3   | 1    | 0.33 |
| Nottingham Forest Inglaterra | Total club          | Total club          | 42  | 14  | 14  | 7  | -  | -  | 56  | 21   | 0.38 |
| Tottenham Hotspur Inglaterra | 1.ª                 |                     |     |     |     |    |    |    |     |      |      |
| Tottenham Hotspur Inglaterra | 1.ª                 | 1992-93             | 38  | 21  | 9   | 7  | -  | -  | 47  | 28   | 0.60 |
| Tottenham Hotspur Inglaterra | 1.ª                 | 1993-94             | 19  | 13  | 2   | 2  | -  | -  | 21  | 15   | 0.71 |
| Tottenham Hotspur Inglaterra | 1.ª                 | 1994-95             | 42  | 18  | 8   | 5  | -  | -  | 50  | 23   | 0.46 |
| Tottenham Hotspur Inglaterra | 1.ª                 | 1995-96             | 38  | 16  | 9   | 8  | -  | -  | 47  | 24   | 0.51 |
| Tottenham Hotspur Inglaterra | 1.ª                 | 1996-97             | 29  | 7   | 3   | 1  | -  | -  | 32  | 8    | 0.25 |
| Tottenham Hotspur Inglaterra | 1.ª                 | 2001-02             | 34  | 10  | 8   | 3  | -  | -  | 42  | 13   | 0.31 |
| Tottenham Hotspur Inglaterra | 1.ª                 | 2002-03             | 36  | 12  | 2   | 1  | -  | -  | 38  | 13   | 0.34 |
| Tottenham Hotspur Inglaterra | Total club          | Total club          | 236 | 97  | 41  | 27 | -  | -  | 277 | 124  | 0.45 |
| Manchester United Inglaterra | 1.ª                 |                     |     |     |     |    |    |    |     |      |      |
| Manchester United Inglaterra | 1.ª                 | 1997-98             | 31  | 9   | 4   | 3  | 7  | 2  | 42  | 14   | 0.33 |
| Manchester United Inglaterra | 1.ª                 | 1998-99             | 17  | 2   | 6   | 2  | 4  | 1  | 27  | 5    | 0.19 |
| Manchester United Inglaterra | 1.ª                 | 1999-00             | 27  | 5   | 1   | 0  | 11 | 1  | 39  | 6    | 0.15 |
| Manchester United Inglaterra | 1.ª                 | 2000-01             | 29  | 15  | 3   | 1  | 13 | 5  | 45  | 21   | 0.47 |
| Manchester United Inglaterra | Total club          | Total club          | 104 | 31  | 14  | 6  | 35 | 9  | 153 | 46   | 0.30 |
| Portsmouth FC Inglaterra | 1.ª                 |                     |     |     |     |    |    |    |     |      |      |
| Portsmouth FC Inglaterra | 1.ª                 | 2003-04             | 32  | 9   | 6   | 1  | -  | -  | 38  | 10   | 0.26 |
| Portsmouth FC Inglaterra | Total club          | Total club          | 32  | 9   | 6   | 1  | -  | -  | 38  | 10   | 0.26 |
| West Ham United Inglaterra |                     |                     |     |     |     |    |    |    |     |      |      |
| 2.ª | 2004-05             | 33                  | 20  | 3   | 1   | -  | -  | 36 | 21  | 0.58 |      |
| 1.ª | 2005-06             | 26                  | 6   | 5   | 1   | -  | -  | 31 | 7   | 0.23 |      |
| 1.ª | 2006-07             | 17                  | 2   | 2   | 0   | 1  | 0  | 20 | 2   | 0.10 |      |
| Total club | Total club          | 76                  | 28  | 10  | 2   | 1  | 0  | 87 | 29  | 0.33 |      |
| Colchester United Inglaterra |                     |                     |     |     |     |    |    |    |     |      |      |
| 2.ª | 2007-08             | 19                  | 3   | 1   | 1   | -  | -  | 20 | 4   | 0.20 |      |
| Total club | Total club          | 19                  | 3   | 1   | 1   | -  | -  | 20 | 4   | 0.20 |      |
| Total en su carrera | Total en su carrera | Total en su carrera | 755 | 287 | 115 | 57 | 36 | 9  | 906 | 353  | 0.39 |
| (1) Las copas nacionales se refiere a la Copa de Francia, Copa de la Liga de Francia y Copa MLS. (2) Las copas internacionales se refiere a la Champions League, Europa League, Copa Libertadores , Copa Sudamericana Y Supercopa Sudamericana. (3) Media de goles por encuentro. No incluye goles en partidos amistosos. |                     |                     |     |     |     |    |    |    |     |      |      |

## Palmarés

### Títulos nacionales
| Título                          | Club              | País       | Año  |
| ------------------------------- | ----------------- | ---------- | ---- |
| Football League Second Division | Millwall          | Inglaterra | 1988 |
| Full Members Cup                | Nottingham Forest | Inglaterra | 1992 |
| Charity Shield                  | Manchester United | Inglaterra | 1997 |
| Premier League                  | Manchester United | Inglaterra | 1999 |
| FA Cup                          | Manchester United | Inglaterra | 1999 |
| Premier League                  | Manchester United | Inglaterra | 2000 |
| Premier League                  | Manchester United | Inglaterra | 2001 |
| EFL Championship play-offs      | West Ham United   | Inglaterra | 2005 |

### Títulos internacionales
| Título                | Club              | País   | Año  |
| --------------------- | ----------------- | ------ | ---- |
| UEFA Champions League | Manchester United | España | 1999 |
| Copa Intercontinental | Manchester United | Japón  | 1999 |

- Datos: Q234576
- Multimedia: Teddy Sheringham / Q234576